# Svartskuldrad kejsarduva
Svartskuldrad kejsarduva (Ducula pinon) är en fågel i familjen duvor inom ordningen duvfåglar. Den förekommer i låglänta skogsområden på och kring Nya Guinea. 

## Utseende och läte
Svartskuldrad kejsarduvan är en stor duva med ljusgrått på huvud, rygg och bröst. Runt ögat syns röd bar hud och tvärs över stjärten ett tunt vitt band. Den förekommer ofta tillsammans med bandkejsarduvan, men pinonkejsarduvan saknar ljust öga och ljust bröstband. Det vanligaste lätet är ett mörkt men vittljudande "woo-wup wooo!", med första tonen stifande och sista längre och lägre.

## Utbredning och systematik
Svartskuldrad kejsarduva förekommer på och kring Nya Guinea. Den delas in i fyra underarter med följande utbredning:
- pinon-gruppen
  - Ducula pinon pinon – förekommer i Aruöarna, västpapuanska öarna samt från Vogelkophalvön österut på södra Nya Guinea till låglänta områden söder om Huonviken; övergår i jobiensis kring Vogelkophalvön och på Southeastern Peninsula
  - Ducula pinon jobiensis – förekommer på Yapen, norra Nya Guinea österut till Huon-viken och öarna där utanför; övergår i pinon kring Vogelkophalvön i väster och på Southeastern Peninsula
- Ducula pinon salvadorii – förekommer i arkipelagerna D'Entrecasteaux och Louisiaderna

## Levnadssätt
Svartskuldrad kejsarduva är en vanlig duva som hittas i skogsområden i lågland och lägre bergstrakter. Den ses ofta flyga över trädkronorna eller sittande i grupper på exponerade grenar.

## Status
Arten har ett stort utbredningsområde och beståndet anses vara stabilt. Internationella naturvårdsunionen IUCN listar den därför som livskraftig (LC).

## Namn
Fågelns vetenskapliga artnamn hedrar Rose de Saulces de Freycinet (1794-1832), född Pinon, fru till den franske upptäcktsresanden Louis-Claude de Saulces de Freycinet. Förut har den kallades ’’pinonkejsarduva’’ även på svenska, men justerades 2023 till ett mer informativt namn av BirdLife Sveriges taxonomikommitté.